# مارغريت سي روبرتس
مارغريت كيرتس شيب روبرتس (17 ديسمبر 1846- 13 مارس 1926) كانت طبيبة توليد أمريكية وواحدة من أولى النساء من ولاية يوتا اللاتي حصلن على شهادة الطب. حثها بريغهام يونغ على دراسة الطب وهو زعيم كنيسة يسوع المسيح لقديسي الأيام الأخيرة، من أجل معالجة معدلات الوفيات المتزايدة أثناء الولادة. عملت في عيادة خاصة من عام 1883 إلى عام 1922 وقامت بتدريب أكثر من 600 ممرضة وقابلة في مدرسة التمريض التابعة لجمعية الإغاثة من عام 1899 إلى عام 1919. وفي عام 1888، أسست وعملت كمحررة لمجلة سولت ليك سانيتاريان، وهي إحدى المجلات الطبية الأولى في ولاية يوتا. كانت في زواج متعدد الزوجات من ب.ح. روبرتس، الذي انتخب عضوًا في الكونجرس عن منطقة يوتا العامة؛ إلا أن مجلس النواب رفض حصوله على مقعد بسبب تعدد زوجاته.

## الحياة المبكرة والتعليم
كانت مارغريت كيرتس الطفلة الثانية لمارغريت (تكنى مارتن) وثيودور كيرتس. ولدت في 17 ديسمبر 1846 في سانت لويس بولاية ميسوري، وانتقلت مع عائلتها إلى ولاية يوتا. عمل والداها في تمشيط الصوف والخياطة في ولاية يوتا.
عندما كانت روبرتس طفلة، دعيت من قبل بريغهام يونغ للذهاب إلى المدرسة مع أطفاله. دخل والدها في زواج متعدد مع جين ميس في عام 1861، ما عرض روبرتس لتعدد الزوجات في سن مبكرة.
بسبب زيادة معدلات الوفيات بين الرضع والأمهات أثناء الولادة، دعا زعيم كنيسة يسوع المسيح لقديسي الأيام الأخير بريغهام يونغ النساء ذوات العلاقات المتعددة الزوجات اللاتي لديهن أطفال بالفعل إلى السفر إلى فيلادلفيا والحصول على شهاداتهن الطبية في كلية الطب النسائية في بنسلفانيا. كان روبرتس هو ثاني من حضر في عام 1875 بعد رومانيا ب. برات بنروز، لكنه عاد إلى المنزل بعد فترة وجيزة بسبب الحنين إلى الوطن. أخذت زوجة زوجها الأولى، إليس رينولدز شيب، مكانها في المدرسة.  في النهاية، عادت روبرتس إلى فيلادلفيا وحصلت على درجة الدكتوراه في الطب عام 1883.

## حياة مهنية
عملت كطبيبة متنقلة وأجرت عمليات جراحية بسيطة في مقاطعة سولت ليك بولاية يوتا. بمساعدة رومانيا برات بنروز، أنشأت روبرتس عيادة خاصة من عام 1883 إلى عام 1922. وساعدت في إنشاء مدرسة التمريض التابعة لجمعية الإغاثة ودرَّست دورات التمريض من عام 1899 حتى عام 1919. قامت بتدريس أكثر من 300 ممرضة وما يقرب من نفس العدد من القابلات. في مدرسة ممرضات جمعية الإغاثة بحلول عام 1915. تم إيقاف المدرسة في عام 1924 بسبب اعتراضات مكتب تقييم مدارس تدريب المستشفيات الوطنية.:373
في عام 1888، كانت روبرتس واحدة من مؤسسي إحدى المجلات الطبية الأولى في ولاية يوتا، وهي سولت ليك سانيتاريان، مع زوجها ميلفورد شيب وإليس رينولدز شيب. عمل الثلاثة كمحررين للمجلة، لكن المجلة استمرت ثلاث سنوات فقط، ربما بسبب الخلاف بين روبرتس وميلفورد شيب.
وكانت روبرتس أيضًا عضوًا في نادي المؤلفين. كجزء من عملها مع جمعية التحسين المتبادل للسيدات الشابات، ألقت محاضرات للشابات في جميع أنحاء ولاية يوتا.
توفيت روبرتس في 13 مارس 1926، في بروكلين، مقاطعة كينجز، نيويورك، ودُفن في سولت ليك سيتي.

## الحياة الشخصية
في سن 21 عامًا، تزوجت روبرتس من ميلفورد بارد شيب في 31 ديسمبر 1867، لتصبح زوجته الثانية (الأولى هي إليس رينولدز شيب).  بعد زواجه من روبرتس، تزوج ميلفورد شيب أيضًا من إليزابيث هيلستيد في عام 1871 وماري سميث. في عام 1873. مع ميلفورد شيب، أنجبت روبرتس تسعة أطفال، على الرغم من أن ثلاثة منهم فقط عاشوا حتى سن البلوغ. بسبب صراعها مع الوفيات المبكرة لأطفالها وافتقار ميلفورد شيب إلى الدعم، ذهبت روبرتس إلى ويلفورد وودروف، رئيس كنيسة يسوع المسيح لقديسي الأيام الأخير في ذلك الوقت، لإلغاء زواجها رسميًا في 15 يونيو 1888.